# Jankowice (powiat Raciborski)
Jankowice is een plaats in het Poolse district  Raciborski, woiwodschap Silezië. De plaats maakt deel uit van de gemeente Kuźnia Raciborska en telt 440 inwoners.